# В прольоті
«В прольоті» (англ. Forgetting Sarah Marshall, дослівно укр. Забути Сару Маршал) — американська комедійна мелодрама режисера Ніколаса Столлера, що вийшла 2008 року. У головних ролях Джейсон Сігел (також був сценаристом), Крістен Белл, Міла Куніс.
Продюсерами були Джадд Апатоу і Шона Робертсон. Вперше фільм продемонстрували 10 березня 2008 року у США на кінофестивалі «На північ через північний захід».
В Україні у кінопрокаті фільм прем'єра фільму відбулася 24 квітня 2008 року. Переклад й озвучення українською мовою було виконано студією «Le Doyen Studio».

## Сюжет
Композитор Пітер Бреттер заробляє на прожиття написанням пісень для телебачення. Після 5 років стосунків, він розійшовся з Сарою Маршал, яка обрала британського рок музиканта Алдоса. Тому скориставшись порадою, Пітер вирішив поїхати на Гаваї і відпочити. Проте у сусідньому номері відпочиває Сара.

## У ролях
| Актор           | Персонаж                                    | Роль                              |
| --------------- | ------------------------------------------- | --------------------------------- |
| Джейсон Сігел   | Пітер Бреттер англ. Peter Bretter           | композитор                        |
| Крістен Белл    | Сара Маршал англ. Sarah Marshall            | акторка, колишня дівчина Пітера   |
| Міла Куніс      | Рейчел Єнсен англ. Rachel Jansen            | реєстратор у готелі на Гаваях     |
| Рассел Бренд    | Алдос Сноу англ. Aldous Snow                | рок-зірка                         |
| Білл Хейдер     | Браян Бреттер англ. Brian Bretter           | зведений брат Пітера              |
| Джона Гілл      | Метью Ван дер Вік англ. Matthew Van Der Wyk | офіціант у готелі на Гаваях       |
| Ліз Каковскі    | Ліз Беттер англ. Liz Bretter                | дружина Браяна                    |
| Пол Радд        | Чак англ. Chuck                             | інструктор з повітряного серфінгу |
| Джейсон Бейтман |                                             | актор                             |
| Вільям Болдвін  |                                             | актор                             |
| Крістен Віг     |                                             | інструктор з йоги                 |

## Сприйняття

### Критика
Фільм отримав позитивні відгуки: Rotten Tomatoes дав оцінку 84 % на основі 180 відгуків від критиків (середня оцінка 7/10) і 76 % від глядачів із середньою оцінкою 3,3/5 (637,070 голосів). Загалом на сайті фільми має позитивний рейтинг, фільму зарахований «стиглий помідор» від кінокритиків і «попкорн» від глядачів, Internet Movie Database — 7,3/10 (171 195 голосів), Metacritic — 67/100 (37 відгуків критиків) і 7,5/10 від глядачів (211 голосів). Загалом на цьому ресурсі від критиків і від глядачів фільм отримав позитивні відгуки.

### Касові збори
Під час показу в Україні, що стартував 24 квітня 2008 року, протягом першого тижня фільм показали у 58 кінотеатрах і він зібрав 107,852 $, що на той час дозволило йому зайняти 1 місце серед усіх прем'єр. Показ протривав 6 тижнів і завершився 1 червня 2008 року, за цей час стрічка зібрала 416,427 $. Із цим показником стрічка зайняла 45 місце в українському кінопрокаті 2008 року.
Під час показу у США, що розпочався 18 квітня 2008 року, протягом першого тижня фільм показали у 2,798 кінотеатрах і він зібрав 17,725,330 $, що на той час дозволило йому зайняти 2 місце серед усіх прем'єр. За час показу фільм зібрав у прокаті у США 63,172,463  доларів США, а у решті країн 42,000,652 $ (за іншими даними 42,000,579 $), тобто загалом 105,173,115 $ (за іншими даними 105,173,042 $) при бюджеті 30 млн $.

### Нагороди та номінації[12]
| Рік  | Нагорода                                  | Категорія                            | Номінант                    | Результат |
| ---- | ----------------------------------------- | ------------------------------------ | --------------------------- | --------- |
| 2008 | Асоціація кінокритиків Чикаго             | Найбільш обіцяючий актор             | Рассел Бренд                | Номінація |
| 2008 | Golden Trailer Awards                     | Найкращі дикі повідомлення           |                             | Перемога  |
| 2008 | Golden Trailer Awards                     | Найкраща комедія                     |                             | Номінація |
| 2008 | Teen Choice Awards                        | Вибір фільму: романтична комедія     | стрічка                     | Номінація |
| 2008 | Teen Choice Awards                        | Вибір акторки фільму: комедія        | Крістен Белл                | Номінація |
| 2008 | Teen Choice Awards                        | Вибір чоловічого прориву у фільмі    | Джейсон Сігел               | Номінація |
| 2008 | Teen Choice Awards                        | Вибір жіночого прориву у фільмі      | Крістен Белл                | Номінація |
| 2008 | Teen Choice Awards                        | Вибір жіночого прориву у фільмі      | Міла Куніс                  | Номінація |
| 2009 | ASCAP Film and Television Music Awards    | Найкращий фільми за касовими зборами | Джейсон Сігел, Лайл Воркмен | Перемога  |
| 2009 | Broadcast Film Critics Association Awards | Найкраща комедія                     | стрічка                     | Номінація |
| 2009 | MTV Movie Awards                          | Найкращий момент                     | Джейсон Сігел, Крістен Белл | Номінація |
| 2009 | Online Film Critics Society Awards        | Акторський прорив                    | Расселл Бренд               | Номінація |

### Виноски
1. 1 2 3  Forgetting Sarah Marshall: Release Info (англ.). Internet Movie Database. Процитовано 28 січня 2014.
2. 1 2  В прольоті. Kino-teatr.ua. Архів оригіналу за 3 лютого 2014. Процитовано 28 січня 2014.
3. 1 2 3 4 5 6  Forgetting Sarah Marshall (англ.). Box Office Mojo. Архів оригіналу за 22 липня 2012. Процитовано 28 січня 2014.
4. 1 2 3 4  Forgetting Sarah Marshall (англ.). The Numbers. Архів оригіналу за 3 лютого 2014. Процитовано 28 січня 2014.
5. 1 2  Forgetting Sarah Marshall (англ.). Internet Movie Database. Архів оригіналу за 19 січня 2014. Процитовано 28 січня 2014.
6. ↑  Forgetting Sarah Marshall (англ.). Allmovie. Архів оригіналу за 18 жовтня 2015. Процитовано 28 січня 2014.
7. ↑  Forgetting Sarah Marshall: Full Cast & Crew (англ.). Internet Movie Database. Архів оригіналу за 26 березня 2013. Процитовано 28 січня 2014.
8. ↑  Forgetting Sarah Marshall (англ.). Rotten Tomatoes. Архів оригіналу за 30 червня 2012. Процитовано 28 січня 2014.
9. ↑  Forgetting Sarah Marshall (англ.). Metacritic. Архів оригіналу за 22 березня 2014. Процитовано 28 січня 2014.
10. ↑  Forgetting Sarah Marshall — Ukraine Weekend Box Office (англ.). Box Office Mojo. Архів оригіналу за 1 лютого 2014. Процитовано 28 січня 2014.
11. ↑  Ukraine Yearly Box Office. 2008 (англ.). Box Office Mojo. Архів оригіналу за 10 грудня 2017. Процитовано 28 січня 2014.
12. ↑  Forgetting Sarah Marshall: Awards (англ.). Internet Movie Database. Процитовано 28 січня 2014.